# او مثبت
او مثبت (+O) نام یک مجموعه تلویزیونی ایرانی به کارگردانی علی شاه‌حاتمی و تهیه‌کنندگی محمود فلاح است که در سال ۱۳۸۲ تولید و در نوروز ۱۳۸۳ از شبکه ۱ سیمای جمهوری اسلامی ایران پخش شد.
در سال ۱۳۹۲، برنامۀ تلویزیونی سین مثل سریال که به انتخاب سریال‌های برتر نوروزی می‌پرداخت، این سریال را به‌عنوان «برترین سریال نوروزی در سال ۸۳» برگزید.

## داستان
مردی ثروتمند به نام عزیز خان( که تصمیم دارد نصف تهران را بخرد) ، دچار یک حادثه طراحی شده توسط دامادش (هوشی)  شده و از بالای یکی از دهها برج در حال ساخت خودش ، به پایین سقوط میکند و به بیمارستان برده میشود . در بیمارستان پلیسی به نام مجید طبق اعلام بلندگوی بیمارستان که نیاز به خون را اعلام میکند به عزیز خان خون اهدا می کند . با این کار ، بین بدن عزیز خان و بدن مجید ، تله پاتی صورت می گیرد ،  یعنی هر اتفاقی که برای مجید بیفتد برای عزیز خان هم می افتد وهمین سرآغاز مصیبت های عزیزخان می شود . چون مجید ، یک پلیس است و مدام در حال درگیری با اراذل و اوباش و در معرض آسیب . لذا  عزیز خان با ترفندچینی درصدد استخدام شخصی مجید برای خود و در نتیجه حفظ جان اوست که با مخالفت مجید روبرو می شود .
از طرفی داماد طماع ( هوشی )  با اجاره کردن یک نفله کن به ظاهر حرفه ای (شغال) ، در صدد محو پدر زن  خود و به چنگ زدن ثروت کلان برای خلاصی از فشار طلبکاران است و مدام  با ترفندها و نقشه هایی درصدد از بین بردن عزیزخان است که بارها با ناکامی روبرو می شود .
در انتها  ، با به چنگ افتادن هوشی به دست مجید پلیس ، راز این تله پاتی کشف و  با یک تلنگر روحی به عزیزخان به پایان میرسد .

## فهرست کامل بازیگران ثابت و مهمان
- محمد کاسبی/ عزیز خان
- مجید صالحی/ مجید پلیس
- نصرالله رادش / شغال
- رامین ناصرنصیر / هوشی
- جواد عابدی / صَفَر مباشر عزیز خان
- فلامک جنیدی / شراره دختر عزیزخان همسر هوشی
- سحر زکریا / سارا نامزد مجید
- حسین رفیعی / جواد باجناق مجید
- طیبه ابراهیم / اختر مادر سارا
- نادر سلیمانی / دکتر مرادی
- خشایار راد / افسر مافوق مجید
- سید جلال طباطبایی / سارق بانک
- زهرا مرتضوی / مریم خواهر سارا
- روژان آریامنش /شبنم دختر مریم و جواد
- پوراندخت مهیمن / مادر مجید
- منوچهر آذری / پدر مجید
- اسدالله یکتا / رئیس مواد فروشان
- سیامک اشعریون / طلبکار هوشی
- محمد کدخدایی / بدهکار بالای برج
- رضا قومی / صاحبخانه مجید
- احمد عباسقلی
- حشمت آرمیده / گرگ شهر (حذف شد)
- نجاتعلی مرادی / گنده لات
- خسرو خانمحمدی / گنده لات
- عباس قاصدی / گنده لات
- عباس مرادی
- منیژه خدایاری
- فرامرز هاشم‌زاده / سارق بانک
- عزت الله رضایی‌نیا
- اکبر قدمی / رئیس بانک
- احمد جوهری / محافظ عزیز خان
- ایرج خدری / محافظ عزیز خان
- سورن محرابیان / محافظ عزیز خان
- صدیف آرمیده / محافظ عزیز خان
- هوشنگ شعبانی
- محمدعلی دشتی
- یعقوب غفاری
- غلامرضا ولدخانی
- مهران معافی / همکار مجید
- داود بختیاری
- جمشید خندان / صاحب ویلا
- اُرُد عدل‌پرور / پرستار بانک خون
- عباس خسروی
- میثم جوانمرد
- محمدامین پروین
- حسین پاکزاد
- سعید نورالهی
- آرمان ترکاشوند / بابی
- رحیم شاهمرادخانی
- محسن یگانه
- امین خسروی
- ابراهیم هاشم‌بیگی
- یونس یزدی
- محمدرضا اکبریان
- رضا افسری
- محمد صادقپور
- احمد اعوانی
- حسین‌آبادی
- کامران عزت‌پناه
- سیدحسین فهیم‌زاده
- حاج حسینی
- پروانه حیدری
- مریم رجبی
- اصغر جبارپور
- علی محمدخانی
- بابک کیخسروی
- محمدرضا بهمنیار
- سیدمهدی حسینی
- مهدی افسری
- مرتضی افسری
- شهرام شفیعی
- ابوالقاسم غلامی
- زهره آرامیان / منشی عزیز خان
- رؤیا محمدساجدی
- احسان نوری نجفی
- علی ایمانی
- حسن علیزاده
- ابراهیم پورباقری

## عوامل تولید
- نویسنده و کارگردان: علی شاه‌حاتمی
- تهیه‌کننده: محمود فلاح
- دستیاران کارگردان: یعقوب غفاری و حمید شاه‌حاتمی
- طراح صحنه و لباس: علی نصیری‌نیا
- طراح چهره‌پردازی: رضا قومی
- اجرای گریم: جمیله بزازی و مهدی فیضی
- مدیر تصویربرداری: مسعود کرانی

- مدیر جلوه های بصری : محمدرضا نجفی‌امامی
- تدوین: محسن توکلی
- صدابرداران: عباس رستگارپور و شهرام متولی‌باشی
- صداگذار: محسن روشن
- مدیر صحنه: حسین فهیم‌زاد
- موسیقی: فردین خلعتبری
- خواننده: علیرضا میرآقا
- شاعر: افشین یداللهی
- جلوه‌های ویژه: داود رسولیان و حمید رسولیان
- دستیار تصویربردار: مجید نعیمی
- دستیار نور: غلام ولدخانی
- منشی صحنه: جمشید خندان
- برنامه‌ریز: رضا بختیاری
- مدیر تولید: محمود غلامی
- تعداد قسمت‌ها: ۱۵
- مدت زمان هر قسمت: ۴۵ دقیقه
- محصول: گروه فیلم و سریال شبکه ۱ سیمای جمهوری اسلامی ایران
- سال تولید: پائیز و زمستان ۱۳۸۲
- سال پخش: نوروز ۱۳۸۳